# Josh Olson
Josh Olson é um roteirista, diretor, escritor e produtor de cinema americano. Olson começou sua carreira trabalhando como assistente de produção do departamento de arte em 1987 no filme Mestres do Universo. Em 2006, ele foi nomeado para grandes prêmios como o British Academy of Film and Television Arts, o Writers Guild of America Award, o USC Scripter Award e o Óscar pelo seu roteiro do filme Marcas da Violência (A History of Violence).
Em 2006, Olson foi convidado pelo autor Harlan Ellison para colaborar ele em uma adaptação do conto "Os Rejeitados" para a série da ABC, Masters of Science Fiction. As estrelas episódio foram Brian Dennehy e John Hurt, e foi dirigido por Jonathan Frakes. Esse foi o episódio mais bem cotados da série. Olson também é um dos autores do roteiro de Batman: Gotham Knight, juntamente com David Goyer, Brian Azzarello e outros.
Estreou como diretor, no curta metragem Puppy Love de 2001. Seu primeiro longa metragem foi Infested, filme de terror da Sony Pictures, filmado em 2002 e estrelado por Amy Jo Johnson. Em 2005 contribuiu com o roteiro do filme Jack Reacher. Essa produução foi uma adaptação do romance de 2005 de Lee Child, One Shot e foi estrelada por Tom Cruise como Jack Reacher.
É o escritor do filme cujo título provisório é "Tabloid" para Mick Jagger.